# 12-timmarsklocka
| Klocksystem                                            | Klocksystem |
| ------------------------------------------------------ | ----------- |
| Urtavlan på en analog 12-timmarsklocka.                |             |
| 12-timmars                                             | 24-timmars  |
| midnatt (start på dagen) 12:00 am/fm                   | 00:00       |
| 12:59 am/fm                                            | 00:59       |
| 1:00 am/fm                                             | 01:00       |
| 2:00 am/fm                                             | 02:00       |
| …                                                      | …           |
| 10:00 am/fm                                            | 10:00       |
| 11:00 am/fm                                            | 11:00       |
| 11:59 am/fm                                            | 11:59       |
| 12:00 middag 12:00 pm/em                               | 12:00       |
| 12:01 pm/em                                            | 12:01       |
| 12:59 pm/em                                            | 12:59       |
| 1:00 pm/em                                             | 13:00       |
| 2:00 pm/em                                             | 14:00       |
| …                                                      | …           |
| 10:00 pm/em                                            | 22:00       |
| 11:00 pm/em                                            | 23:00       |
| 11:59 pm/em                                            | 23:59       |
| midnatt (slutet på dagen) visas som start på nästa dag | 00:00       |

12-timmarsklocka är en tidsomvandlingskonvention i vilken dygnets 24 timmar indelas i två perioder kallade a.m. - ante meridiem (svenska: f.m. - före middag) och p.m. - post meridiem (svenska: e.m. - efter middag). Varje period består av 12 timmar numrerade: 12 (fungerar som nolla), 1, 2, 3, 4, 5, 6, 7, 8, 9, 10, och 11.
12-timmarsklockan utvecklades runt mitten av 1000-talet f.Kr. till 1500-talet.